# Campanophyllum
Campanophyllum är ett släkte av svampar. Campanophyllum ingår i familjen Cyphellaceae, ordningen Agaricales, klassen Agaricomycetes, divisionen basidiesvampar och riket svampar.
|                | Cyphella                                      |
|                |                                               |
|                | Cheimonophyllum                               |
|                |                                               |
| Campanophyllum | \| \| Campanophyllum proboscideum \| \| \| \| |
|                | \| \| Campanophyllum proboscideum \| \| \| \| |
|                | Incrustocalyptella                            |
|                |                                               |
|                | Cunninghammyces                               |
|                |                                               |
|                | Chondrostereum                                |
|                |                                               |
|                | Phaeoporotheleum                              |
|                |                                               |
|                | Asterocyphella                                |
|                |                                               |
|                | Granulobasidium                               |
|                |                                               |
|                | Gloeostereum                                  |
|                |                                               |
|                | Dendrocyphella                                |
|                |                                               |
|                | Catilla                                       |
|                |                                               |
|                | Thujacorticium                                |
|                |                                               |
|                | Hyphoradulum                                  |
|                |                                               |
|                | Sphaerobasidioscypha                          |
|                |                                               |
|                | Seticyphella                                  |
|                |                                               |
|                | Gloeocorticium                                |
|                |                                               |
|                | Campanophyllum proboscideum                   |
|                |                                               |

|  | Campanophyllum proboscideum |
|  |                             |